# Вепш (гмина)
Вепш (пол. Wieprz) — сельская гмина (волость) в Польше, входит как административная единица в Вадовицкий повет, Малопольское воеводство. Население — 11 476 человек (на 2004 год).

## Демография
| Перепись                       | Всего   | Всего | Женщины | Женщины | Мужчины | Мужчины |
| ------------------------------ | ------- | ----- | ------- | ------- | ------- | ------- |
| Единицы                        | человек | %     | человек | %       | человек | %       |
| Население                      | 11 476  | 100   | 5676    | 49,5    | 5800    | 50,5    |
| Плотность населения (чел./км²) | 154     | 154   | 76,2    | 76,2    | 77,8    | 77,8    |

## Поселения
1. Фрыдрыховице
2. Гералтовице
3. Гералтовички
4. Нидек
5. Пшибрадз
6. Вепш

## Соседние гмины
1. Андрыхув
2. Кенты
3. Гмина Осек
4. Полянка-Велька
5. Пшецишув
6. Томице
7. Вадовице
8. Затор